# Wolfgang Birke (Fußballspieler)
Wolfgang Birke (* 25. Dezember 1951) ist ein deutscher ehemaliger Fußballspieler. Von 1974 bis 1982 spielte er für den FC Rot-Weiß Erfurt in der DDR-Oberliga, der höchsten Liga im DDR-Fußball.

## Sportliche Laufbahn
Als 16-Jähriger meldete sich Wolfgang Birke bei der Nachwuchsabteilung des FC Rot-Weiß Erfurt an. In den Spielzeiten 1968/69 und 1969/70 spielte er für den FC Rot-Weiß in der Juniorenoberliga, wobei er in der ersten Saison in allen 26 Spielen eingesetzt wurde und ein Tor erzielte. 1972/73 und 1973/74 spielte Birke mit der 2. Mannschaft des FC Rot-Weiß in der zweitklassigen DDR-Liga. In den insgesamt 44 ausgetragenen Spielen kam er als Abwehrspieler 31-mal zum Einsatz (1973/74 ein Tor). Zur Saison 1974/75 nominierte ihn der FC RW für seine Oberligamannschaft, mit der Birke in der Abwehr 15 Spiele bestritt. Nebenher kam er auch noch in neun Spielen der DDR-Liga-Mannschaft zum Einsatz, die aber am Saisonende absteigen musste. In der Folge gehörte Birke bis 1982 zum Oberligaaufgebot des FC Rot-Weiß. Sechs Spielzeiten lang war er Stammspieler, als 30-Jähriger absolvierte er 1981/82 seine letzte Oberligaspielzeit, in der er in acht Spielen nur noch dreimal in der Startelf stand. Danach schloss sich Wolfgang Birke dem drittklassigen Bezirksligisten BSG Motor Gotha an. Nachdem dieser nach der Saison 1982/83 abgestiegen war, kehrte Birke nicht wieder in die höheren Ligen zurück. 